# The Broken Cross
The Broken Cross er en amerikansk stumfilm fra 1911 af D. W. Griffith.

## Medvirkende
- Charles West som Tom
- Florence La Badie som Kate
- Grace Henderson
- Dorothy West
- Claire McDowell